# Papilio alexanor
Papilio alexanor, познат као Алексанор или јужни ластин репак (предложен назив за Србију је соколов репак), је врста лептира из породице једрилаца (Papilionidae). Сматра се за једну од најупечатљивијих врста лептира у Европи.

## Опис
Распон крила овог инсекта је од 62 до 90 mm. *Papilio alexanor* је сличан ластином репку (*Papilio machaon*), али базална трећина предњег крила није потпуно црна, већ је оивичена широком црном траком. Ове траке се настављају и преко задњег крила, где такође уоквирују жуту базалну област.
Ларва је слична ларви ластиног репка, али је шаренија, са већим и светлијим црвеним тачкама. Лако ју је уочити, јер стабљике биљака којима се храни постају беле због оглоданог епидермиса. Лутка је камено сива, веома равна, са гребенастим странама и неравном површином; причвршћена је за камење и подсећа на мали камени одломак.
- Дорзални поглед
- Вентрални поглед

## Распрострањеност и станиште
Ово је типична понто-медитеранска врста, са центром распрострањења у централној и јужној Анадолији. Ареал обухвата планинске регионе југоисточне Европе (Балканско полуострво), Малу Азију и делове Азије од Ирана и Пакистана до западног Тјен Шана. У Европи су најбројније популације забележене у југоисточној Француској и Грчкој. Врста има изоловане популације и у Италији, Хрватској (Далмација) и Србији (Златибор).
Станиште
- Papilio alexanor* је термофилна врста која насељава суве, камените и кречњачке падине, често на надморским висинама од 500 до 1200 метара, а понекад и до 2100 метара.[6] Преферира травнате падине окренуте ка југу, прошаране ретким жбуњем. Ларве се развијају на биљкама које расту на врућем шљунку и отвореном тлу, као што су насипи, каменоломи и стеновите падине.[5] У Хрватској је врста забележена на стрмим кречњачким литицама са бујном вегетацијом на суседним сипарима.[2]

## Биологија

### Животни циклус
Одрасле јединке лете у једној генерацији (моноволтина врста) од краја априла до јула, у зависности од локалних климатских услова. Развој ларве траје у просеку 22 дана и пролази кроз пет стадијума. Врста презимљава у стадијуму лутке, а познато је да дијапауза (мировање) може трајати и до три године.

### Биљке хранитељке
Ларва се храни различитим врстама из породице штитарки (Apiaceae), а избор биљке често зависи од региона.
- У Прованси (Француска), гусенице се углавном хране врстом Ptychotis saxifraga.[5]
- У Грчкој су главне хранитељке Ferula communis и Opopanax hispidus.[5]
- У Хрватској је као једина биљка хранитељка забележена врста Opopanax chironium.[2]
- У Италији се ларве хране врстама Ptychotis saxifraga и Trinia glauca.[6]
- У Јерменији су забележене и Trinia vulgaris, Seseli montanum и друге врсте из рода Ferula.[7]

### Понашање
Одрасли лептири често клизе дуж стеновитих зидова и повремено се заустављају ради храњења нектаром, најчешће на цветовима чичкова (нпр. Cirsium eriophorum). Верује се да је ово једина врста лептира која се одмара са раширеним крилима.

## Подврсте
Познате подврсте укључују:
- Papilio alexanor alexanor Esper, 1800
- Papilio alexanor destelensis (Nel & Chauliac, 1983) – Јужна Француска
- Papilio alexanor eitschbergeri Bollino & Sala, 1992 – Грчка (острво Самос)
- Papilio alexanor hazarajatica (Wyatt, 1961) – Авганистан
- Papilio alexanor judeus (Staudinger, 1894) – Мала Азија, Палестина, Закавказје. Има шире црне траке.
- Papilio alexanor magna Vérity, 1911
- Papilio alexanor orientalis (Romanov, 1884) – Јерменија. Већа од европског облика, са ужим црним тракама.
- Papilio alexanor radighierii (Sala & Bollino, 1991) – Пијемонт, Италија
- Papilio alexanor voldemar (Kreuzberg, 1989) – Западни Тјен Шан

## Заштита и угроженост
- Papilio alexanor* је заштићена врста, наведена у Анексу IV Директиве о стаништима Европске уније и Апендиксу II Бернске конвенције.[6][9] На европском нивоу, IUCN статус врсте је „Најмања брига” (Least Concern),[9] иако се у неким изворима наводи као „Готово угрожен” (Near Threatened).[1] У Хрватској је врста процењена као „Рањива” (VU).[2]

Фактори угрожавања
Главне претње за опстанак врсте су:
- Губитак станишта услед зарастања у жбуње и пошумљавања.
- Напуштање традиционалног сточарства, што доводи до промене вегетације.
- Интензивирање пољопривреде (нпр. подизање винограда).
- Туризам и изградња инфраструктуре.
- Климатске промене, којима је ова врста посебно подложна.[6]
- Илегално сакупљање одраслих јединки и ларви.[2]

## Алексанор у Србији
Присуство врсте *Papilio alexanor* у Србији потврђено је у мају 2025. године, када је један мужјак пронађен у Парку природе Златибор. Ово откриће представља важан податак за фауну лептира Србије.
Станиште на Златибору је описано као топло, суво и сунчано подручје са серпентинским шибљаком. Аутори студије предложили су званични српски назив за ову врсту – соколов репак. Назив је инспирисан сличношћу тамних пруга на крилима лептира са пругама на репу сивог сокола (*Falco peregrinus*), као и аналогијом са називом за сродну врсту *Papilio machaon* (ластин репак).